# Santos Mártires de Cunhaú e Uruaçu
Os Santos Mártires de Cunhaú e Uruaçu foram cerca de trinta vítimas de dois massacres no interior da capitania do Rio Grande — cujo território daria origem à província do Rio Grande do Norte e posteriormente ao estado do Rio Grande do Norte. Vinte e cinco homens e cinco mulheres foram reconhecidas como vitimas em dois morticínios diferentes, ambos tendo ocorrido no ano de 1645, durante as invasões holandesas no Brasil. O primeiro massacre ocorreu em julho, na Capela de Nossa Senhora das Candeias, no engenho de Cunhaú, município de Canguaretama. O segundo ocorreu em outubro, na comunidade de Uruaçu, município de São Gonçalo do Amarante. 
Foram beatificados pelo Papa João Paulo II em 5 de março de 2000. No dia 23 de março de 2017, o Papa Francisco autorizou a canonização dos trinta mártires do Rio Grande do Norte. A cerimônia ocorreu em 15 de outubro de 2017, na Praça de São Pedro, no Vaticano, sendo presidida pelo mesmo pontífice. Eles são lembrados como protomártires brasileiros, título dado pela Igreja Católica aos primeiros mártires de determinada nação ou localidade.

## Morticínio de Cunhaú
O primeiro engenho construído na capitania do Rio Grande foi palco de uma disputa territorial e religiosa envolvendo colonos portugueses, holandeses e nativos (indígenas Janduís), uma das mais trágicas disputas da história do Brasil. No ano de 1645, a capitania era dominada pelos holandeses.
Jacob Rabbi, um judeu alemão que lá chegou por meio de um convite holandês, casou-se com uma indígena e morou junto da tribo dos Janduís, seguindo os costumes dos nativos. Chegou ao engenho em 15 de julho de 1645, mas já era conhecido pelos moradores, pois havia passado por lá anteriormente, sempre escoltado pelas tropas dos índios Tapuias e Janduís. Nesse dia, veio com mais violência. Além dos Tapuias, trazia alguns potiguares e soldados holandeses. Era domingo, dia 16 de julho de 1645 e, como de costume, os fiéis reuniram-se para celebrar a Eucaristia. Foram à missa na igreja de Nossa Senhora das Candeias, mas Jacob Rabbi havia fixado um edital na porta da igreja: após a missa, haveria ordens do governo holandês. O pároco, padre André de Soveral, responsável pela catequização e disseminação do catolicismo na região, começa a celebração e, depois do momento da elevação do Corpo e Sangue de Cristo, as portas da capela foram fechadas: deu-se início ao ataque pelos nativos e invasores holandeses aos colonos leigos e clérigos que celebravam a missa. Ao verem que seriam mortos pelas tropas, os colonos pediram misericórdia a Jesus "entre mortais ânsias, confessaram-se ao sumo sacerdote pelo perdão por suas culpas", enquanto o padre André estava tendo o seu coração arrancado brutalmente do peito pelo jaguar da floresta".

## Morticínio de Uruaçu
Em 3 de outubro de 1645, três meses depois do massacre de Cunhaú, aconteceu outro, desta vez na comunidade de Uruaçu, este também a mando de Jacob Rabbi.
Logo após o primeiro massacre, o medo se espalhou por aquela e por outras capitanias. A população ficou receosa, pois tinha medo de novos ataques. No massacre de 3 de outubro, foram cenas idênticas, no entanto com mais crueldade. Depois da Eucaristia, fecharam as portas da igreja e os mataram ferozmente, arrancaram suas línguas para não proferirem orações católicas, braços e pernas foram decepados, crianças foram partidas ao meio, e grande parte dos corpos foi degolada. O celebrante, padre Ambrósio Francisco Ferro, pároco da Igreja Matriz de Nossa Senhora da Apresentação, mesmo vivo, foi muito torturado. O camponês Mateus Moreira, sacristão da Igreja Matriz de Nossa Senhora da Apresentação, mesmo arrancado seu coração, exclamou: "Louvado seja o Santíssimo Sacramento", e por esse motivo, ele é patrono dos ministros extraordinários da comunhão no Brasil.[carece de fontes?]

## Beatificação
| “ | São estes os sentimentos que invadem nossos corações, ao evocar a significativa lembrança da celebração dos quinhentos anos da evangelização no Brasil, que acontece este ano. Naquele imenso País, não foram poucas as dificuldades de implantação do Evangelho. A presença da igreja foi se afirmando lentamente mediante a ação missionária de várias ordens e congregações religiosas e de sacerdotes do clero diocesano. Os mártires, que hoje são beatificados, saíram, no fim do século XVII, das comunidades de Cunhaú e Uruaçu, do Rio Grande do Norte. André de Soveral, Ambrósio Francisco Ferro — presbíteros e 28 companheiros leigos pertencem a esta geração de mártires que regou o solo pátrio, tornando-o fértil para a geração de novos cristãos. Eles são as primícias do trabalho missionário, os protomártires do Brasil. Um deles, Mateus Moreira, estando ainda vivo, foi-lhe arrancado o coração das costas, mas ele ainda teve forças para proclamar a sua fé na Eucaristia, dizendo: Louvado seja o Santíssimo Sacramento | ” |

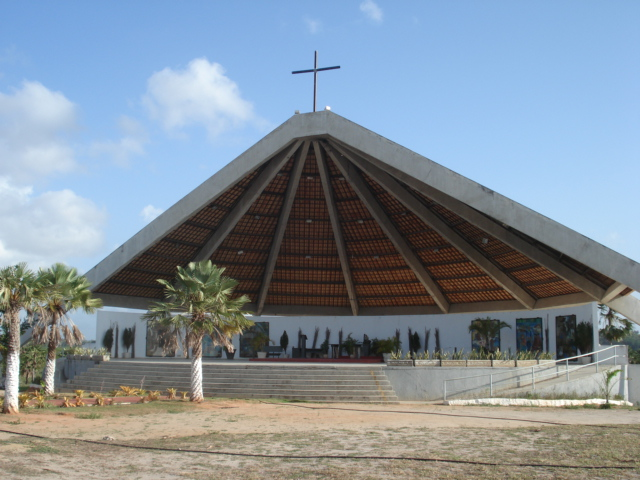
Capela dos Mártires de Cunhaú e Uruaçu, em São Gonçalo do Amarante

Os mártires são lembrados em duas datas, no dia 16 de julho em Canguaretama, e dia 3 de outubro em São Gonçalo do Amarante. Esta última data é lembrada a caráter estadual: pela lei N.º 8.913/2006, que declara a data feriado estadual.
São lugares de romarias e peregrinações a Capela dos Mártires de Cunhaú e Uruaçu em São Gonçalo do Amarante; o Santuário dos Mártires, no bairro Nossa Senhora de Nazaré em Natal, e a capela de Nossa Senhora das Candeias, no antigo engenho de Cunhaú.

## Canonização
Os Santos Mártires foram canonizados pelo Santo Padre o Papa Francisco em 15 de outubro de 2017, na Praça de São Pedro, Vaticano.

### Mártires

#### Mortos em Cunhaú em 16 de julho de 1645
- Padre André de Soveral
- Domingos Carvalho

#### Mortos em Uruaçu em 3 de outubro de 1645
- Padre Ambrósio Francisco Ferro - 2.° pároco da Igreja Matriz de Nossa Senhora da Apresentação - Catedral Antiga
- Mateus Moreira - Sacristão da Igreja Matriz de Nossa Senhora da Apresentação - Catedral Antiga
- Antônio Vilela e sua filha
- José do Porto
- Francisco de Bastos
- Diogo Pereira
- João Lostau Navarro
- Antônio Vilela Cid
- Estêvão Machado de Miranda e duas filhas
- Vicente de Souza Pereira
- Francisco Mendes Pereira
- João da Silveira
- Simão Correia
- Antônio Baracho
- João Martins e sete companheiros
- Manuel Rodrigues Moura e sua esposa
- uma filha de Francisco Dias